# ジョージア・チャンピオンシップ・レスリング
ジョージア・チャンピオンシップ・レスリング（Georgia Championship Wrestling、略称：GCW）は、アメリカ合衆国のジョージア州アトランタを本拠地に、1970年代と1980年代に同名を冠したテレビ番組をWTBSで放映していたプロレス団体。NWA傘下のジョージア州のテリトリーで興行を行い、昭和期の日本ではNWAジョージア地区とも呼称された。

## 歴史

### 初期
ジョージア・チャンピオンシップ・レスリングは1944年、プロモーターのポール・ジョーンズが「ABCブッキング・カンパニー」としてアトランタに創設し、毎週金曜夜にアトランタのミュニシパル・オーディトリアムで興行を行ったのが始まりである。ジョーンズは1974年にプロモーターを引退するまで30年間、ABCブッキング社を経営した。
1970年頃から1972年までは、ブッカーのレイ・ガンケルと、レスラーのレスター・ウエルチが運営を支援した（この頃には事実上ガンケルが団体を運営していた）。1971年のクリスマスの日、最初のショーを初めて放送した。
団体は1972年に大きく変化した。まず、当時完成したばかりのオムニ・コロシアムでの興行を始めた。続いて、試合を長年番組を放映していたWQXI-TV（現在のWXIA）から離れ、テッド・ターナーが買収したUHF局のWTCG（のちにWTBSと改称し、現在はWPCH-TVとなる）での放映へと切り替えた。
団体のテレビ番組はゴードン・ソリーがホストを務め、アトランタにあるWTBSのスタジオで収録された。番組は、往時のほとんどのプロレスのテレビ番組と同様に、少ないながらも熱狂的な観衆をスタジオに入れて収録された。レスリングの試合とドラマティックな独白、キャラクター同士の対立抗争などが盛り込まれた。

### アトランタの戦い
新しいテレビ局との契約はガンケルの最後の決定のひとつだった。レイ・ガンケルはジョージア州サバンナでのオックス・ベーカーとの対戦を最後に、同年の8月に心臓麻痺で死亡した。この死によって団体内部での内輪もめが引き起こされた。レイの未亡人のアン・ガンケルは、当然レイの団体のシェアを受け取ることを期待していたのだが、NWAはポール・ジョーンズの側を支持した。元ラスベガスのショウガールもしていたという美貌の持ち主のアンは、テッド・ターナーと会合を重ねて自らの会社「ミッド＝サウス・スポーツ」を立ち上げ、ディック・スタインボーンらと共に新団体「オール＝サウス・レスリング・アライアンス」をNWAに対抗して創設し、WTCGでの放映時間枠を手にした（ターナーとアン・ガンケルは同じブラウン大学の出身で、当時は浮気の関係も噂された）。WTCGでは土曜の6時に『ジョージア・チャンピオンシップ』が放映されていたが、さらに一時間前の5時から『オール＝サウス・レスリング』が放映される事態となった。
1973年半ば、インディアナ、ミシガン、オハイオ、コロラド、そしてオーストラリアに団体を所有していたジム・バーネットが、ポール・ジョーンズからNWAジョージア地区の興行権を買収。そして1974年の初め、アン・ガンケルの団体も20万ドルで購入、アトランタでの土曜夜の2時間枠を手に入れ、ジョージア一帯のプロモーターとなってNWAでの重要なポジションを得た。

### テレビ放送
1976年、WTBSが全米ケーブルネットワークのサテライト局のひとつとなったことで、団体は「ジョージア・チャンピオンシップ・レスリング」と改名し、全米で放映された最初のNWA傘下団体となった。また、ジョージアに近いテリトリーのプロモーターたち（フロリダのエディ・グラハムやミッドアトランティックのジム・クロケット・ジュニアなど）は、アトランタに自身の団体の選手を送り込むことで、知名度を全米レベルに引き上げることができた。こうして南部のプロモーターたちの力が強くなり、NWA内のパワーバランスに変化が生じ始めた 。1970年代の間、『ジョージア・チャンピオンシップ・レスリング』は全国放映された人気番組のひとつであった。1982年、ジョージア・チャンピオンシップ・レスリングは、そのメインの番組名を『ワールド・チャンピオンシップ・レスリング』に変更した（この名称は、のちのWCWに引き継がれることになる）。

### プロレス史を変える動き
1983年の時点で、ジョージア・チャンピオンシップ・レスリングはジム・バーネット以下、主にジャック・ブリスコとジェリー・ブリスコのブリスコ兄弟や前プロモーターのポール・ジョーンズが所有していた。余った残りの10%のシェアは、オレイ・アンダーソンのリングネームで活躍したブッカーのアラン・ロゴウスキーが所有していたが、経営の議決権を巡ってブリスコ兄弟と反目していた。
1984年、バーネットとブリスコ兄弟は所有するGCWの株をビンス・マクマホンに90万ドルで売却し、さらにWWFと契約した（ジェリー・ブリスコは現在もWWEのプロデューサーを務めている）。その後の多くの取引によって、ジョージア・チャンピオンシップ・レスリングは次第に消滅していった。
リック・フレアーの著書『To Be the Man』によると、ロード・ウォリアーズは、匿名の不満を抱く者から、5000ドルでブリスコ兄弟をタッグマッチで仕留める申し出を受けたという。仕留める代わりに、彼らは即座にブリスコ兄弟にそのことを伝え、彼らに「俺たちはそんな仕事をする連中じゃないから」心配しないようにと伝えた。
WWFによるジョージア・チャンピオンシップ・レスリングの買収劇は、2001年のWCWの消滅と共に、米国のプロレスが各地方でのショーから全国的な現象への発展の大きな転換点となる出来事と考えられている。

### ブラック・サタデー
1984年7月14日（米国のプロレス業界内で『ブラック・サタデー（黒い土曜日）』と呼ばれる）、ビンス・マクマホンが、彼の当時全国拡大していたWWF（2002年5月にWWEに改名）のために、突然ジョージア・チャンピオンシップ・レスリングとそのテレビ放映枠を買収した。
マクマホンは二つの大きな要素を過小評価していた。第1には異なる地域のファンの好みの違いであった。WWFのレスリングのスタイルは、GCWのそれとははっきりと異なっていた。第2に、ジョージア州（あるいは南部）のファンは、北部からやってきたヤンキーの会社が彼らのレスリングを占領した、ということに対してひどく憤った。
さらに、新番組『WWFワールド・チャンピオンシップ・レスリング』は、過去にWWFが放映していた番組『WWFチャンピオンシップ・レスリング』や『WWFオール＝スター・レスリング』で放映された内容の焼き直しの試合ばかりであった。これに対してWTBSのオーナーのテッド・ターナーは怒り、WTBSのスタジオで新たにオリジナルの試合を組むことをWWFに望んだ。最終的にWWFは不定期にスタジオ収録の試合を番組で放映することになった。この当時、番組のリングアナはフレディ・ミラー、実況放送はゴリラ・モンスーンが務めた。
WWFバージョンとなった番組は、NWA時代に比べて低い視聴率しか得られなかった。その結果、1985年3月、マクマホンはジム・クロケット・ジュニアに土曜日の放送時間枠を売却した。クロケットはノースカロライナ州シャーロットを本拠地としたプロモーターで、ミッドアトランティック地区でNWAブランドの興行を運営していた。彼の団体、ジム・クロケット・プロモーションズがテレビ番組の制作を開始し、番組は『WCWサタデー・ナイト』に改名され、CNNセンターの改装された新しいスタジオ・アリーナで新たに始められた。
なお、GCW株主の残党オレイ・アンダーソンは、1984年7月に新団体「チャンピオンシップ・レスリング・フロム・ジョージア」を旗揚げしWWFに対抗していたが、1985年4月にジム・クロケット・プロモーションズに吸収された。

## タイトル
- NWAコロンバス・ヘビー級王座
- NWAコロンバス・タッグ王座
- NWAジョージア・ヘビー級王座
- NWAジョージア・ジュニア・ヘビー級王座
- NWAジョージアTV王座
- NWAジョージア・タッグ王座
- NWAインターナショナル・タッグ王座（ジョージア版）
- NWAメイコン・ヘビー級王座
- NWAメイコン・タッグ王座
- NWA全米ヘビー級王座
- NWAナショナル・タッグ王座
- NWAナショナルTV王座
- NWA南部ヘビー級王座（ジョージア版）
- NWA南部タッグ王座（ジョージア版）
- NWA世界タッグ王座（ジョージア版）
- NWAサウスイースタン・ヘビー級王座 (ジョージア版)
- NWAサウスイースタン・タッグ王座 (ジョージア版)

## 参照
1. ↑  Scott Beekman. Ringside: a history of professional wrestling in America(p.112)
2. 1 2 3  Scott Beekman. Ringside: a history of professional wrestling in America(p.113)
3. ↑  Bill Watts,Scott Williams.The Cowboy and the Cross: The Bill Watts Story: Rebellion, Wrestling and Redemption(p.103)
4. ↑  “All-South Wrestling Alliance”.   Wrestling-Titles.com. 2024年7月5日閲覧。
5. ↑  Scott Beekman. Ringside: a history of professional wrestling in America(p.114)